# 圣母中学 (新泽西州)
圣母中学（英語：Notre Dame High School；常用缩写“ND”或“NDNJ”），又名诺特丹中学，是一所位于新泽西州勞倫斯維爾的大学预科、男女同校的罗马天主教中学，受天主教特倫頓教區的监督。该校拥有AdvancED的认证。

## 历史
圣母中学于1957年建于劳伦斯维尔，毗邻普林斯顿大学、萊德大學、新澤西學院、劳伦斯维尔学校以及胡恩中学。天主教特倫頓教區位于圣母中学东侧。

## 体育竞技
圣母中学爱尔兰勇士代表圣母中学参加多项体育赛事。圣母中学是殖民谷联盟的成员之一。该校在美式橄榄球和田径中屡获佳绩。

## 著名校友
- 湯姆·蓋里（1981年－），演员[4]。
- 朱尔斯·哈利卡（1946年－），前NBA的篮球运动员[5]。